# العلاقات الأوزبكستانية السنغافورية
العلاقات الأوزبكستانية السنغافورية هي العلاقات الثنائية التي تجمع بين أوزبكستان وسنغافورة.

## مقارنة بين البلدين
هذه مقارنة عامة ومرجعية للدولتين:
| وجه المقارنة                                              | أوزبكستان       | سنغافورة                                                             |
| --------------------------------------------------------- | --------------- | -------------------------------------------------------------------- |
| المساحة (كم2)                                             | 448.98 ألف      | 719                                                                  |
| عدد السكان (نسمة)                                         | 32.39 مليون     | 5.89 مليون                                                           |
| الكثافة السكانية (ن./كم²)                                 | 72.14           | 819.19 ألف                                                           |
| العاصمة                                                   | طشقند           | سنغافورة                                                             |
| اللغة الرسمية                                             | اللغة الأوزبكية | لغة إنجليزية، اللغة الملايو، اللغة الصينية القياسية، اللغة التاميلية |
| العملة                                                    | سوم أوزبكستاني  | دولار سنغافوري                                                       |
| الناتج المحلي الإجمالي (بليون دولار)                      | 48.72 مليار     | 323.91 مليار                                                         |
| الناتج المحلي الإجمالي (تعادل القوة الشرائية) بليون دولار | 190.50 مليار    | 472.59 مليار                                                         |
| الناتج المحلي الإجمالي الاسمي للفرد دولار أمريكي          | 2.13 ألف        | 52.89 ألف                                                            |
| الناتج المحلي الإجمالي للفرد دولار أمريكي                 | 5.57 ألف        | 82.76 ألف                                                            |
| مؤشر التنمية البشرية                                      | 0.675           | 0.925                                                                |
| رمز المكالمات الدولي                                      | +998            | +65                                                                  |
| رمز الإنترنت                                              | .uz             | .sg                                                                  |
| المنطقة الزمنية                                           | ت ع م+05:00     | ت ع م+08:00، توقيت سنغافورة المنسق ‏                                  |

## منظمات دولية مشتركة
يشترك البلدان في عضوية مجموعة من المنظمات الدولية، منها:
| علم المنظمة | اسم المنظمة                               | تاريخ انضمام أوزبكستان | تاريخ انضمام سنغافورة |
| ----------- | ----------------------------------------- | ---------------------- | --------------------- |
|             | بنك التنمية الآسيوي                       | 1995                   | 1966                  |
|             | مؤسسة التنمية الدولية                     | 24 سبتمبر 1992         | 27 سبتمبر 2002        |
|             | يونسكو                                    | 26 أكتوبر 1993         | 8 أكتوبر 2007         |
|             | وكالة ضمان الاستثمار متعدد الأطراف        | 4 نوفمبر 1993          | 24 فبراير 1998        |
|             | الأمم المتحدة                             | 2 مارس 1992            | 21 سبتمبر 1965        |
|             | الاتحاد البريدي العالمي                   | ?                      | ?                     |
|             | البنك الدولي للإنشاء والتعمير             | 21 سبتمبر 1992         | 3 أغسطس 1966          |
|             | الاتحاد الدولي للاتصالات                  | 10 يوليو 1992          | 22 أكتوبر 1965        |
|             | منظمة حظر الأسلحة الكيميائية              | ?                      | ?                     |
|             | مؤسسة التمويل الدولية                     | 30 سبتمبر 1993         | 4 سبتمبر 1968         |
|             | المركز الدولي لتسوية المنازعات الاستشارية | 25 أغسطس 1995          | 13 نوفمبر 1968        |
|             | منظمة الشرطة الجنائية الدولية             | ?                      | ?                     |

## وصلات خارجية
- موقع وزارة الخارجية الأوزبكستانية
- موقع وزارة الخارجية السنغافورية